# Barbárvore
Barbárvore, ou Fangorn em sindarin, é um personagem gigante em forma de árvore das obras de J. R. R. Tolkien em O Senhor dos Anéis. Ele é um Ent e, segundo Gandalf, "a coisa viva mais antiga que ainda caminha sob o Sol na Terra Média". Reside na antiga Floresta de Fangorn, que leva seu nome, situada no extremo sul das Montanhas Nevoentas. Ele é descrito como tendo cerca de 4,5 metros de altura, com aparência semelhante a uma faia ou um carvalho.
Em As Duas Torres, Barbárvore encontra Merry Brandebuque [en] e Pippin Took [en], dois hobbits do Condado. Esse encontro tem consequências significativas para a narrativa, possibilitando os eventos de O Retorno do Rei.

## Floresta de Fangorn

Mapa esquemático de parte da Terra Média na Terceira Era. A floresta de Fangorn (acima) está no extremo sul das Montanhas Nevoentas e a oeste do rio Anduin.

A Floresta de Fangorn localizava-se no extremo sudeste das Montanhas Nevoentas, próxima à Brecha de Rohan. As montanhas formavam sua fronteira oeste. No final da cadeia montanhosa, encontrava-se a fortaleza de Saruman, Isengard, perto do canto sudoeste da floresta. A leste e sul de Fangorn, ficava a terra de Rohan, e Lothlórien situava-se ao norte e ligeiramente a leste. A Floresta de Fangorn estendia-se por muitos quilômetros e possuía numerosas trilhas.
Dois rios importantes atravessavam a floresta. Ao norte, o Limclaro fluía das matas e formava a fronteira norte de Rohan, unindo-se ao grande rio Anduin. No sul, o Entágua penetrava profundamente na floresta, vindo de Methedras, uma região montanhosa próxima às Montanhas Nevoentas. O rio corria por Rohan até desaguar no Anduin. O vale de Vale-da-Assembleia ficava a sudoeste. Havia uma trilha onde o Entágua passava por uma área chamada Salão-das-Nascentes, uma das residências de Barbárvore.
A Floresta de Fangorn era úmida, com troncos e galhos de diversos tipos de árvores crescendo densamente, permitindo pouca penetração de luz. Huorns também habitavam as profundezas da floresta, semelhantes aos Ents, mas mais discretos. Os Ents e Huorns bebiam do rio Entágua, e os Ents preparavam sua lendária bebida, o licor-de-ent, a partir dele.

## Biografia fictícia
Os Ents foram criados nos Dias Antigos para serem os "Pastores das Árvores", protegendo-as da destruição prevista que os anães causariam. Em O Senhor dos Anéis, Barbárvore relata aos hobbits Merry e Pippin que os Ents foram "despertados" e ensinados a falar pelos elfos. Ele diz que apenas três Ents permanecem dos Dias Antigos: ele mesmo, Folhacerrada e Cascafel. Barbárvore recorda quando podia caminhar por dias pelas florestas da Terra Média. Ele canta uma canção sobre vagar pelas matas, nomeando regiões de Beleriand destruídas na guerra contra Morgoth, agora submersas "sob as ondas". Ele menciona vales na Floresta de Fangorn onde a Grande Escuridão, o período do domínio de Morgoth antes do surgimento da Lua e do Sol, nunca se dissipou, e as árvores são mais antigas que ele.
Barbárvore é descrito em detalhes:
| “ | "Eles se viram diante de um rosto extraordinário. Pertencia a uma figura grande, quase semelhante a um troll, com pelo menos quatro metros e meio de altura, muito robusta, com uma cabeça alta e quase sem pescoço. Não era claro se estava vestida com algo semelhante a casca verde e cinza, ou se essa era sua pele. De qualquer forma, os braços, a pouca distância do tronco, não eram enrugados, mas cobertos por uma pele marrom lisa. Os grandes pés tinham sete dedos cada. A parte inferior do longo rosto era coberta por uma barba cinza esvoaçante, espessa, quase como galhos nas raízes, fina e musgosa nas pontas. Mas, naquele momento, os hobbits notaram pouco além dos olhos. Esses olhos profundos os observavam, lentos e solenes, mas muito penetrantes. Eram castanhos, com um brilho verde." | ” |

Barbárvore descobre que os hobbits acreditam que Gandalf está morto, embora aparentemente saiba o contrário. Ele os leva a um lugar chamado Salão-das-Nascentes, onde os hobbits relatam suas aventuras e a traição de Saruman. Barbárvore comenta que "algo muito grande está acontecendo, posso ver", e observa que os hobbits "parecem estar envolvidos em uma grande tempestade".
Barbárvore reflete: "Suponho que devo fazer algo." Ele lembra que, embora tenha contado muitas coisas a Saruman, este nunca lhe revelou nada. Ele percebe que Saruman está planejando tornar-se "um Poder" e questiona que mal ele está realmente fazendo: por que Saruman se aliou aos orcs, por que há tantos orcs em sua floresta, e por que esses orcs suportam a luz do sol. Ele se enfurece com as árvores derrubadas "para alimentar os fogos de Orthanc". Superando sua raiva, ele começa a planejar o dia seguinte, falando em voz alta, e conta a Merry e Pippin sobre as Entesposas.
No dia seguinte, Barbárvore anuncia que esteve ocupado e que eles irão beber e depois seguir para a Entassembléia, uma reunião de Ents. Ele os carrega até lá; a assembleia dura três dias. Termina com todos os Ents gritando e cantando uma canção de marcha, seguindo para Isengard com Barbárvore à frente: "a última marcha dos Ents", como ele a chama. Huorns os seguem, dirigindo-se, como se descobre mais tarde, para a Batalha do Abismo de Helm.
Os Ents chegam a Isengard quando o exército de Saruman está partindo, esperando até que ele se vá. Barbárvore bate nos portões e grita para que Saruman apareça. Saruman recusa, e os Ents atacam. Eles reduzem as muralhas externas a escombros e destroem grande parte do interior. Barbárvore ordena que os Ents desviem o rio Isen, inundando a fortaleza arruinada e suas fornalhas e oficinas subterrâneas. Saruman fica preso na torre inexpugnável, cercado por água e Ents vigilantes.
Uma delegação liderada por Gandalf chega a Isengard e, exceto Gandalf, fica surpresa ao ver que a fortaleza foi destruída. Barbárvore promete que Saruman permanecerá na torre.
Barbárvore ainda está em Isengard, agora renomeada Bosque-árvore de Orthanc, quando um grupo liderado por Aragorn, Rei de Gondor, chega após a vitória sobre Sauron, possibilitada em parte porque os Ents ajudaram a destruir as forças de Saruman. Barbárvore admite que deixou Saruman partir. Gandalf o repreende suavemente, dizendo que Saruman poderia tê-lo persuadido a libertá-lo com "o veneno de sua voz". Barbárvore entrega as chaves de Orthanc ao Rei, que concede o vale de Orthanc a Barbárvore e seus Ents.

## Origens fictícias
Em sindarin, uma das línguas élficas [en] de Tolkien, "Fangorn" é um composto de fanga, "barba", e orne, "árvore", equivalente ao inglês "Treebeard" (Barbárvore). Os Cavaleiros de Rohan chamavam a Floresta de Fangorn de "Bosque dos Ents", a floresta dos Ents. Barbárvore deu à floresta vários nomes em quenya, outra língua élfica: "Ambaróna" significa "ascensão, nascer do sol, oriente", de amba, "para cima", e róna, "leste". "Aldalómë" significa "crepúsculo das árvores", de alda, "árvore", e lómë, "crepúsculo, penumbra". "Tauremorna" significa "floresta sombria", de taur, "floresta", e morna, "sombria". "Tauremornalómë" significa "floresta de crepúsculo sombrio".

## Análise

### Ecos medievais
A palavra "Ent" foi extraída do inglês antigo ent ou eoten, que significa "gigante". Tolkien tomou o termo de uma frase presente nos poemas anglo-saxões A Ruína [en] e Maxims II [en], orþanc enta geweorc ("obra astuciosa dos gigantes"), que descreve ruínas romanas na Grã-Bretanha.
O filólogo e estudioso de Tolkien Tom Shippey [en] observa que Barbárvore se despede dos governantes élficos Celeborn e Galadriel "com grande reverência" e com as palavras "Faz muito, muito tempo desde que nos encontramos junto a tronco ou pedra", ecoando uma linha do poema em inglês médio Pearl: "We meten so selden by stok other stone". Enquanto em Pearl a menção a tronco e pedra representa a realidade terrena, Shippey escreve que a frase se encaixa bem no contexto de Fangorn, já que o "senso de perda definitiva de Barbárvore centra-se em árvores derrubadas e terras áridas".

### Ambientalismo
Matthew T. Dickerson [en] e Jonathan Evans [en] veem Barbárvore como a voz de uma parte essencial da ética ambiental de Tolkien, a necessidade de preservar e cuidar de todos os tipos de lugares selvagens, especialmente florestas. O biógrafo de Tolkien John Garth [en] escreve que "um profundo apego pelas árvores é a resposta mais característica de Tolkien ao mundo natural".

### Figura professoral
Shippey, que, como Tolkien, foi professor universitário, escreve que as explicações de Barbárvore são "autoritárias e, de fato, 'professorais'. Elas não admitem contestação". O biógrafo de Tolkien, Humphrey Carpenter, escreveu que a voz grave e ressonante de Barbárvore, com seu maneirismo "hrum, hoom", foi inspirada na de C. S. Lewis, amigo de Tolkien, também membro dos Inklings e professor de inglês na Universidade de Oxford.

## Representações em adaptações
Barbárvore inspirou artistas e ilustradores [en] como Inger Edelfeldt [en], John Howe, Ted Nasmith, Anke Eißmann [en], e Alan Lee. Na adaptação animada de Ralph Bakshi de 1978, O Senhor dos Anéis, John Westbrook [en] deu voz a Barbárvore. Stephen Thorne interpretou o personagem na serialização de BBC Radio de 1981 de O Senhor dos Anéis.
Nos filmes de Peter Jackson, O Senhor dos Anéis: As Duas Torres (2002) e O Senhor dos Anéis: O Retorno do Rei (2003), Barbárvore é uma combinação de um grande modelo audio-animatrônico e uma construção em CGI; sua voz é interpretada por John Rhys-Davies, que também interpreta Gimli. A interpretação de Jackson [en] de Barbárvore o torna muito mais desconfiado dos hobbits (como possíveis orcs) do que Tolkien, e muito mais relutante em entrar em guerra contra Saruman até ver os danos causados à floresta.
Uma escultura de 6 metros de altura de Barbárvore, criada pelo sobrinho-neto de Tolkien, Tim Tolkien, recebeu permissão de planejamento em Birmingham, onde Tolkien cresceu. No álbum At Dawn in Rivendell [en] do The Tolkien Ensemble [en], Barbárvore é dublado por Christopher Lee.

### J. R. R. Tolkien
1. 1 2 3 4 5 6 7 8 9 10 11  (Tolkien 1954), livro 3, cap. 4 "Barbárvore"
2. 1 2  O Senhor dos Anéis Mapa: "O Oeste da Terra-média no Fim da Terceira Era"
3. ↑  (Tolkien 1954, livro 3, cap. 9 "Destroços e Resíduos")
4. ↑  (Tolkien 1954, livro 3, cap. 8 "O Caminho para Isengard")
5. 1 2  (Tolkien 1955, livro 6, cap. 6 "Muitas Despedidas")
6. 1 2  (Tolkien 1977, Apêndice: "Elementos em Nomes Quenya e Sindarin")
7. ↑  (Tolkien 1987)
8. ↑  (Carpenter 2023, carta #163 para W. H. Auden, 7 de junho de 1955)